# Loostripper
 Loostripper （ルーストリッパー）は日本の男性ソロアーティスト。シンガーソングライター。
作詞作曲、ボーカル、ギター、ベース、ドラム、エレピ、コンピューターでの打ち込みまで行う。
吉祥寺、下北沢、渋谷を中心にライブを行っている。
所属事務所はEuntalk。

## 概要
- 前身のバンドである"Loo-Stripper"で2003年から2008年まで活動。Loo-Stripperを解散後ソロ活動を開始。
- 表記を"Loostripper"に改め、2010年から本格的に活動開始。
- 2010年11月15日、下北沢CLUB251のライブ会場で1stアルバム『Loostripper』を発表。公式HPと各ライブ会場にて販売開始。
- 2010年12月8日、タワーレコード各店にて1stアルバム販売開始。
- 2011年3月2日、iTunes Storeにて1stアルバム・ミュージックビデオ"Hello, Buddy"・"Leaf"の配信開始。同日より１週間、iTunes Store「今週のシングル」にて"Hello, Buddy"を無料配信。
- 2011年5月21日、GREENROOM FESTIVAL 11に出演。

## ディスコグラフィー

### アルバム
| 枚  | 発売日         | タイトル    | 規格品番  |
| --- | -------------- | ----------- | --------- |
| 1st | 2010年11月15日 | Loostripper | EUNCD-001 |